# Арі Ахонен
Арі Пекка Ахонен (фін. Ari Pekka Ahonen; 6 лютого 1981, м. Ювяскюля, Фінляндія) — фінський хокеїст, воротар.
Вихованець хокейної школи ЮІП (Ювяскюля). Виступав за ГІФК (Гельсінкі), «Олбані-Рівер Ретс» (АХЛ), «Еспоо Блюз», «Йокеріт» (Гельсінкі), «Фрелунда» (Гетеборг), КалПа (Куопіо), «Металург» (Магнітогорськ).
В чемпіонатах Фінляндії — 198 матчів, у плей-оф — 24 матчі. В чемпіонатах Швеції — 61 матч, у плей-оф — 9 матчів.
У складі національної збірної Фінляндії учасник EHT 2012. У складі молодіжної збірної Фінляндії учасник чемпіонатів світу 2000 і 2001. У складі юніорської збірної Фінляндії учасник чемпіонату світу 1999.
Досягнення
- Срібний призер чемпіонату Фінляндії (2007)
- Срібний призер молодіжного чемпіонату світу (2001)
- Переможець юніорського чемпіонату світу (1999).